# Napier Sturt
Napier George Henry Sturt (Marylebone, 1 november 1896 – Caïro, 17 september 1940) was een Britse aristocraat.

## Biografie
Napier Sturt was een zoon van baron Humprey Sturt en Feodorowna Yorke. Hij verkreeg zijn scholing aan Eton College en schreef zich in 1915 bij het Christ Church College van de Universiteit van Oxford. Tijdens de Eerste Wereldoorlog overleed zijn oudere broer en diende hij zelf bij de Royal Air Force, waar hij de rang van kapitein wist te behalen. In 1919 overleed zijn vader en erfde Napier diens titel.
Na de oorlog ging hij bankieren studeren in New York waar hij een flamboyante levensstijl erop nahield. Tijdens zijn periode in New York raakte hij verliefd op de actrice Tallulah Bankhead. Hij zou haar zelfs een huwelijksaanzoek hebben gedaan. Een van Bankheads biografen omschreef Sturt als "een zacht sprekende, blonde tuberculosepatiënt, goed ontwikkeld, biseksueel, met sensuele, vlezige lippen, een afstandelijke, antieke charme, een geschiedenis van mysterieuze verdwijningen en een vleugje wreedheid." In de jaren dat Bankhead in Londen verbleef onderhield ze met Sturt een relatie. Op 27 november 1928 huwde hij met Mary Sibell Ashley-Cooper en hij kreeg met haar een dochter: Mary Anna Sibell Elizabeth Sturt. In juli 1940 kreeg hij een administratieve functie binnen de RAF in Caïro en overleed later dat jaar in Egypte aan een longontsteking.
Hij is een van de Britse parlementariërs die tijdens de Tweede Wereldoorlog zijn omgekomen en herdacht worden door middel van een glas-in-loodraam in het Palace of Westminster.